# Roella ciliata
Roella ciliata är en klockväxtart som beskrevs av Carl von Linné. Roella ciliata ingår i släktet Roella och familjen klockväxter. Inga underarter finns listade i Catalogue of Life.

## Bildgalleri

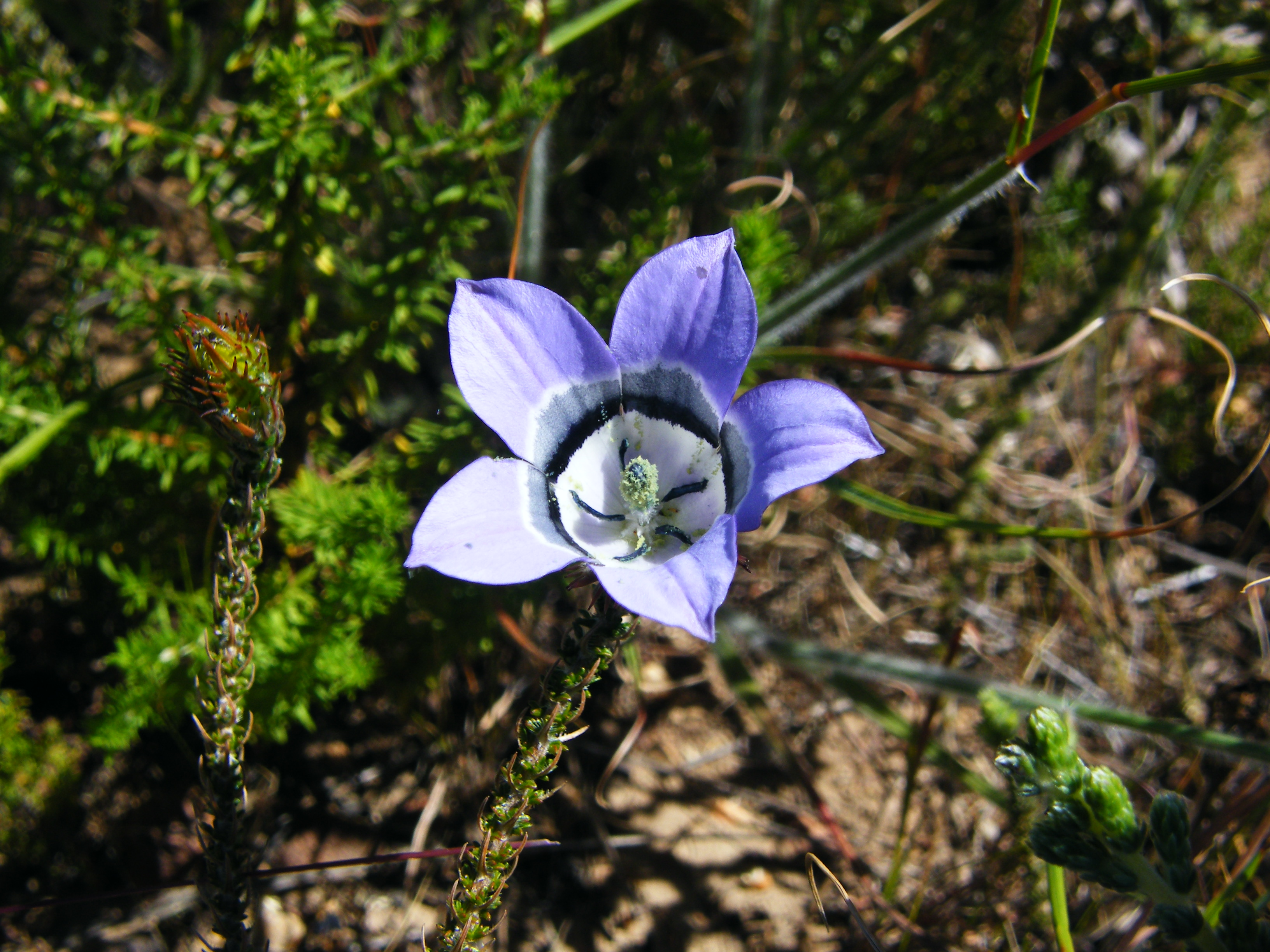
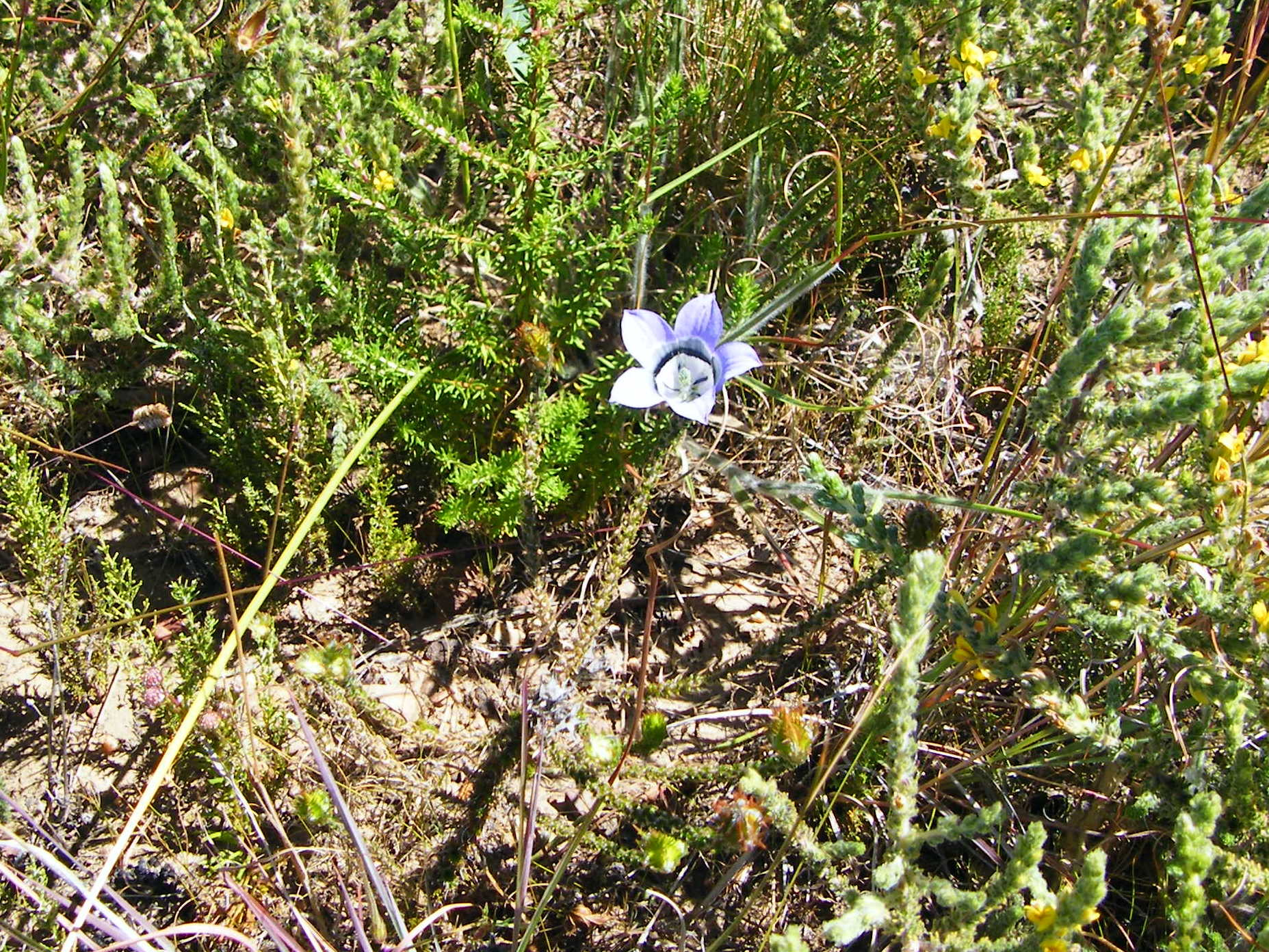
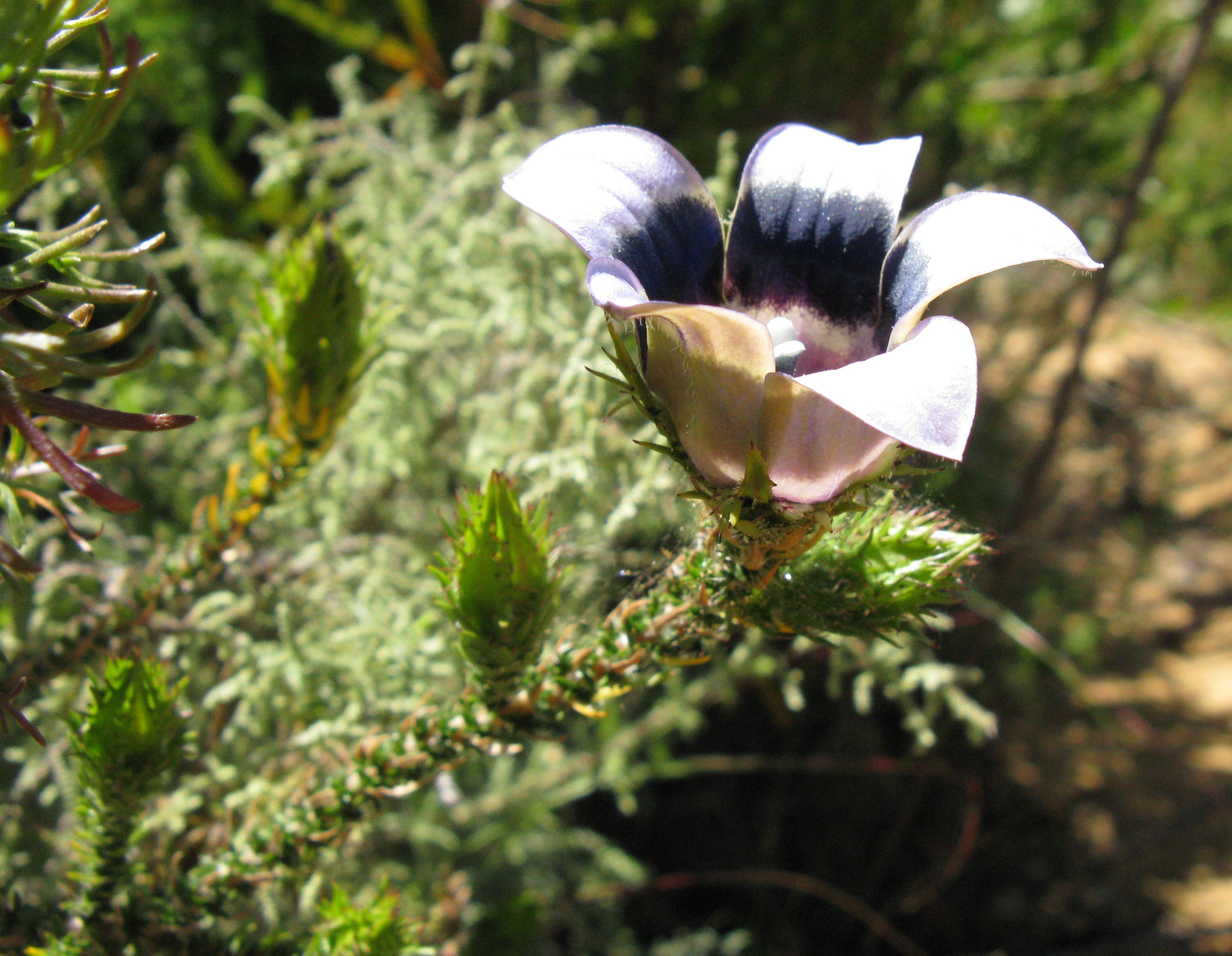
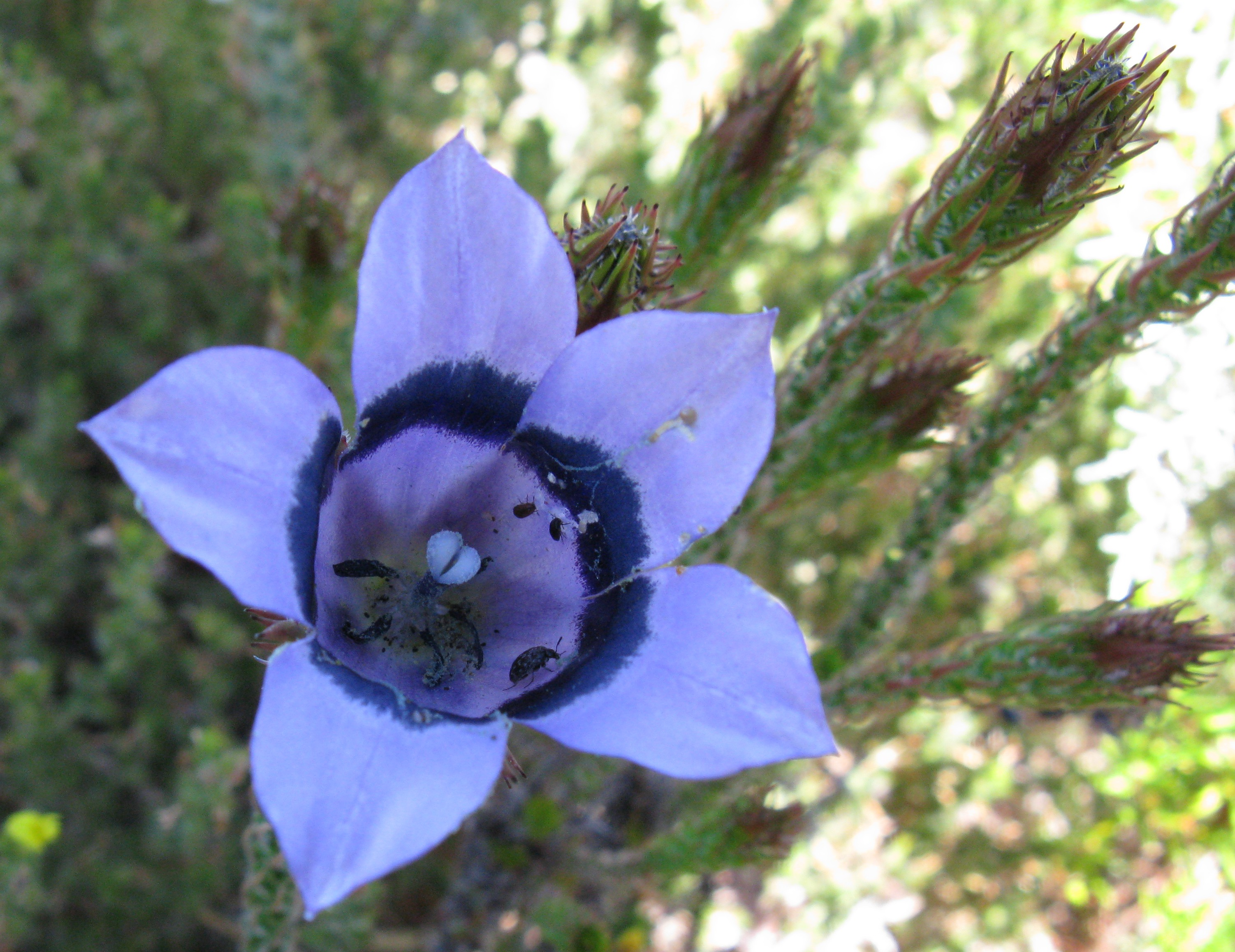